# لبه‌ی پرتگاه
لبه‌ی پرتگاه، نوشتهٔ سالِ ۱۳۸۵، فیلم‌نامه‌ای فیلم‌نشده از بهرام بیضایی است.

## متن
سالِ ۱۳۸۶ تولیدِ فیلمِ لبه‌ی پرتگاه متوقّف شد و کتابِ فیلم‌نامه‌اش به وسیلهٔ انتشاراتِ روشنگران و مطالعات زنان منتشر شد. این فیلم‌نامه همانندی دارد با فیلم در فیلمِ بیضایی که بیش از ده سال پیش‌تر نوشته شده بود.

## فیلمِ ناساخته
روزنامهٔ شرق در ۲۶ اردیبهشتِ ۱۳۸۵ خبر داد که بیضایی فیلمِ لبه‌ی پرتگاه را می‌سازد. چند ماه بعد حمید اعتباریان از توافق با بیضایی خبر داد و گفت که پیش‌تولیدِ لبه‌ی پرتگاه از ۱۹ مهر به تهیه‌کنندگیِ اعتباریان در سیران فیلم آغاز می‌شود. پای بیضایی در بازدید از صحنه‌ای برای فیلم‌برداری در تپّه‌های افسریّهٔ تهران شکست که کار به درازا کشید؛ و سرانجام اوایلِ سالِ بعد اعلام شد که بیضایی مژده شمسایی و محمّدرضا گلزار و مهران مدیری و نگار فروزنده را برای نقش‌های اصلیِ فیلم و شمارِ دیگری را برای نقش‌های فرعی برگزیده است. اصغر رفیعی جم نیز به فیلم‌برداری، محمود سمّاک‌باشی به صدابرداری و کیوان مقدّم برای طرّاحیِ صحنه و لباس برگزیده شدند. از بازیگرانِ دیگری که برگزیده شدند یکی سروش صحت بود. ولی اوایلِ اردیبهشتِ ۱۳۸۶ اعتباریان ساختِ لبه‌ی پرتگاه را به خاطرِ «کوتاه نیامدن بیضایی» از مسأله‌ای که مطرح نشد منتفی اعلام کرد و وعدهٔ فیلمِ جدیدی از او را داد.
اوایلِ اردیبهشتِ ۱۳۸۸ اعتباریان با بیضایی دیدار کرد تا شایعات دربارهٔ این را که وقتی همه خوابیم واکنشی به ساخته نشدنِ لبه‌ی پرتگاه است رد کرده باشد.